# Olbracht Łaski
Olbracht Łaski, také Albrech Łaski nebo Albert Łaski (* 1536 Kežmarok – 23. listopadu 1604 Łask) byl polský šlechtic, alchymista a za vlády Štěpána Bathoryho dvořan.

## Život
Łaski byl v roce 1575, po krátké vládě Jindřicha z Valois, podezřelý ze spiknutí s cílem zmocnit se polského trůnu. Tato epizoda je uvedena v komické opeře Le roi malgré lui od Emmanuela Chabriera (premiéra 18. května 1887). Łaski byl obzvláště pozoruhodný svými jemnými vousy, které byly „tak dlouhé a široké, že když ležel v posteli, a když si je rozhrnul rukama, tak mu pokrývaly prsa a ramena, sám se v nich velmi těšil a považoval je za ozdobu.“
Łaski dorazil do Anglie v dubnu 1583. Francouzský velvyslanec Michel de Castelnau naznačil, že jeho návštěva byla motivována snahou přesvědčit Moskevskou společnost, aby se zdržela prodeje zbraní Ivanu Hroznému. Bylo mu poskytnuto ubytování ve Winchester House v Southwarku. Přesvědčil Johna Deeho, aby navštívil Polsko.

## Reference

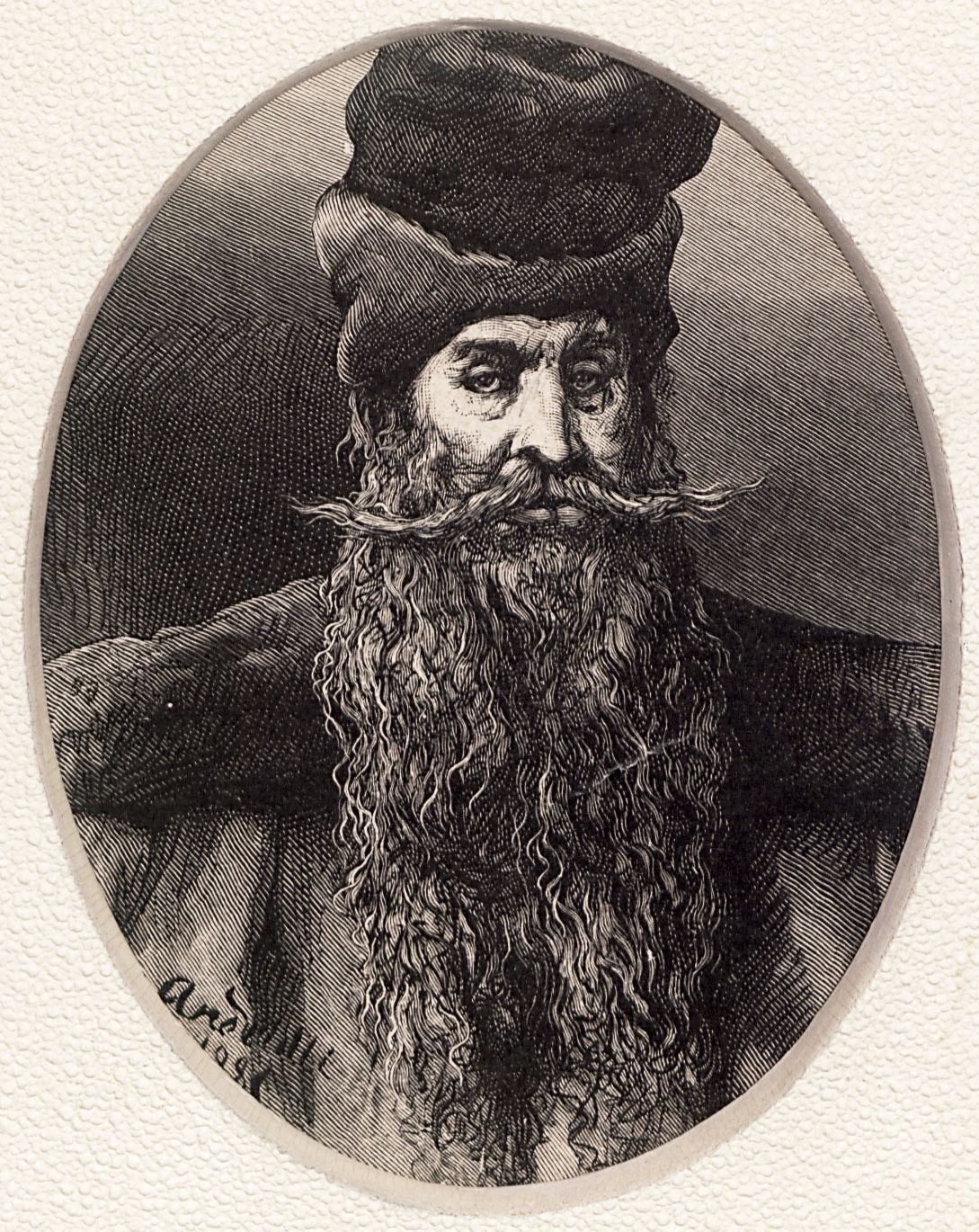
Laski (autor dřevorytu: Andriolli)